# Дюбуа, Пьер Жозеф
Пьер Жозеф Луи Альфред Дюбуа (21 ноября 1852- 17 января 1924) — французский военачальник, дивизионный генерал.

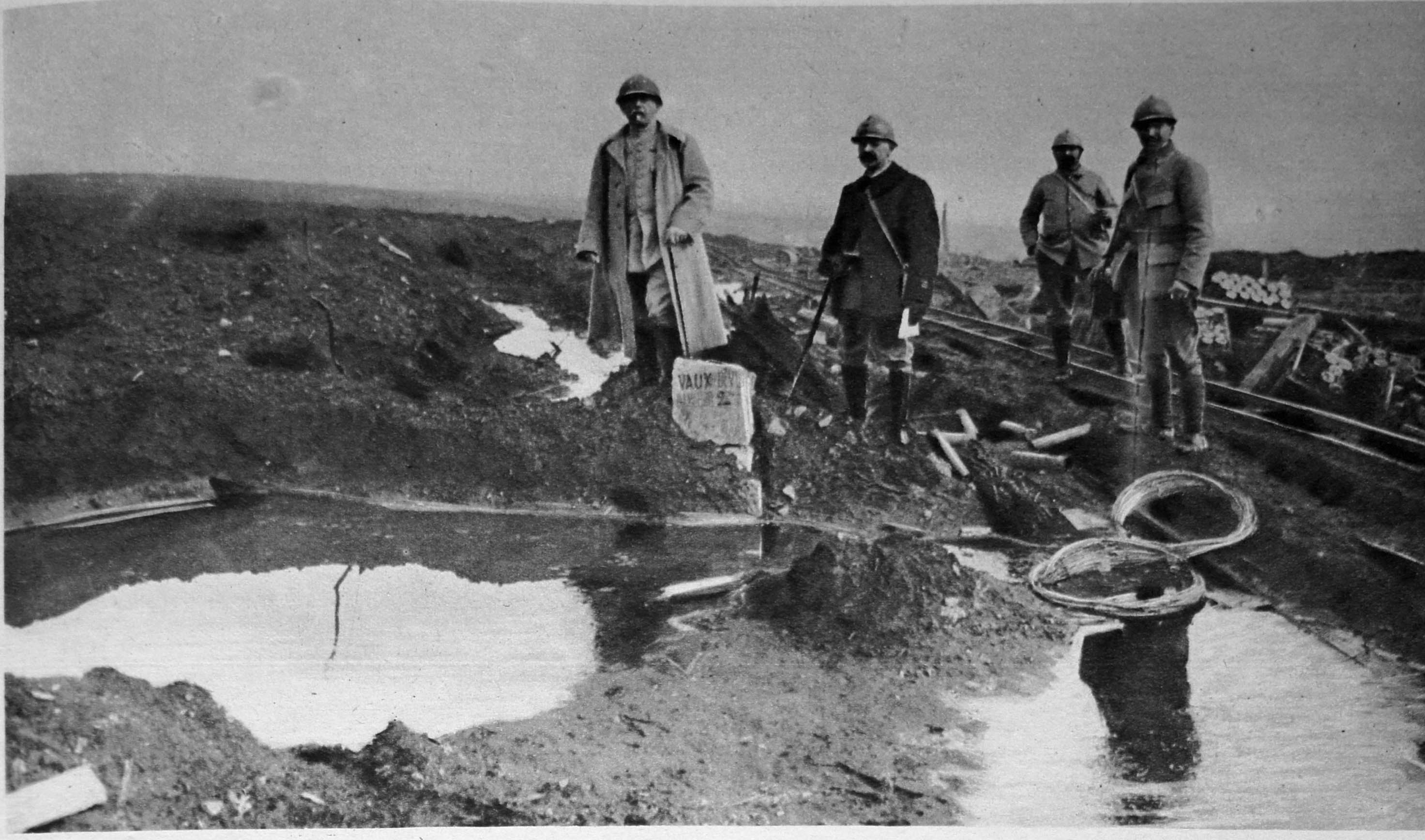
Генерал Дюбуа с инспекционной поездкой на фронте. 1916 г.

## Биография
В 1872 году окончил особую военную школу Сен-Сир. Служил в драгунах. С 1882 г. — в африканском егерском кавалерийском полку. С 1890 г. служил в Высшей военной школе. Командовал 1-й кавалерийской дивизией. С 1901 года — начальник Сомурской кавалерийской школы.
С 1905 года — начальник кавалерийского департамента в Министерстве обороны Франции.
В 1913 г. возглавил 9-й армейский корпус. В 1915 г. назначен командующим VI французской армии. С 1916 г. — командующий 5-го военного округа Франции. С 1917 г. — командующий 11-го военного округа Франции.

## Военная карьера
- 1874: Младший лейтенант
- 1878: Лейтенант
- 1881: Капитан
- 1892: Майор
- 1898: Подполковник
- 1901: Полковник
- 1905: Бригадный генерал
- 1909: Дивизионный генерал

## Награды
- Кавалер Ордена Почётного легиона (10.07.1894)
- Офицер Ордена Почётного легиона (4.09.1904)
- Командор Ордена Почётного легиона (11.07.1912)
- Великий офицер Ордена Почётного легиона (20.11.1914)
- Военный Крест 1914—1918
- Медаль Победы
- Офицер Ордена Академических пальм
- Командор Орден Чёрной звезды
- Колониальная медаль «За Алжир» (Франция)
- Медаль «В память о войне 1914—1918» (Франция)

## Иностранные награды
- Командор Ордена Святых Михаила и Георгия
- Командор Ордена Святых Маврикия и Лазаря
- Военный крест за Мировую войну 1914—1918 гг. (Бельгия)
- Командор Ордена Славы (Тунис)